# Cordun
Cordun è un comune della Romania di 7 558 abitanti, ubicato nel distretto di Neamț, nella regione storica della Moldavia. 
Il comune è formato dall'unione di 3 villaggi: Cordun, Pildești, Simionești.